# Lars-Erik Persson
Lars-Erik Persson, född 24 september 1944 i Svanabyn, Dorotea församling i Västerbottens län, är en svensk matematiker.
Persson, som är son till en skogsarbetare, studerade vid realskolan i Dorotea och bodde under denna tid hos läkaren Sten Strömbom, något som fick stor betydelse för honom. Efter studentexamen i Östersund studerade Persson vid Umeå universitet, där han blev filosofie kandidat 1969, ämneslärare i matematik och fysik 1970 och filosofie doktor i matematik 1974. År 1975 blev han högskolelektor i matematik vid Högskolan i Luleå, nuvarande Luleå tekniska universitet, där han 1994 blev professor. Innan dess hade han under fyra år varit professor vid Högskolan i Narvik. Han var även gästprofessor vid Uppsala universitet 2002–2010.. Persson arbetade vid Luleå tekniska universitet till 2018. Från 2019 är han professor i tillämpad matematik vid Universitetet i Tromsø – Norges arktiska universitet (UiT) och Senior professor i matematik vid Karlstads universitet.
Persson har varit ordförande i Svenska matematikersamfundet 1996–1998 och dess vice ordförande 1994–1996. Han har varit sekreterare för Nationalkommittén för matematik vid Kungliga Vetenskapsakademien 1995–2002 och är fortfarande (2017) ordinarie medlem i samma kommitté.
Persson har varit handledare för 70 studenter med doktorsexamen. Han har varit författare eller medförfattare av cirka 250 tidskrifter i tidskrifter och 20 böcker. Han är redaktör för åtta internationella tidskrifter. Han har varit ordförande för Svenska Matematiska Föreningen. En av Perssons favoriter inom forskning är Fourier Analys och "Interpolation theory".
Persson är internationellt välkänd. Han har till exempel cirka 160 medförfattare från 40 olika länder, till exempel Jacques-Louis Lions. Doktorand i hans kända internationella skola kommer från 15 olika länder. Han har också blivit inbjuden som gästforskare till ett stort antal universitet i cirka 15 länder. Exempelvis i november 2015 var han inbjuden till Collège de France av Fieldsmedaljören Pierre-Louis Lions.

## Utmärkelser
År 2008 tilldelades Lars-Erik Persson Ångpanneföreningens pris (100 000 kronor) som landets bästa kunskapsspridare i konkurrens med alla ämnen.